# بنك الإسكان للتجارة والتمويل
بنك الإسكان للتجارة والتمويل أحد أكبر البنوك الأردنية. تأسس عام 1973 ويمتاز بأنه البنك الأول بمعيار عدد الفروع في الأردن، حيث يبلغ عدد فروعه 150 فرعاً (134 فرع داخلي تغطي مختلف مناطق المملكة و 16 فرع خارجي). كما أنه البنك الأول في الأردن والعالم العربي الذي حصل على شهادة نظام الجودة الدولية ISO.

## نبذة تاريخية
تأسس بنك الإسكان للتجارة والتمويل عام 1973 كشركة مساهمة عامة محدودة أردنية، وبعد مرور 24 عاماً منذ التأسيس بدأت مرحلة عمل جديدة في مسيرة هذا البنك عندما تحوّل إلى بنك تجاري شامل عام 1997 برأسمال تمت زيادته أكثر من مرة خلال الأعوام الماضية حتى أصبح 100 مليون دينار أردني (أي ما يعادل 141 مليون دولار) وبحقوق ملكية بلغت 395 مليون دينار (أي ما يعادل 557 مليون دولار) كما هو الوضع في نهاية عام 2005 وتجدر الإشارة في هذا المجال إلى انه تمت خلال النصف الأول من عام 2006 زيادة رأسمال البنك ليصل إلى (252) مليون دينار أردني أي ما يعادل (355) مليون دولار أمريكي.

## انجازات
استطاع البنك خلال مسيرته الحافلة بالعطاء أن يحقق مركز مالي قوي، ومراكز متقدمة داخل السوق المصرفي المحلي حيث يعتبر بنك الإسكان للتجارة والتمويل:
- أكبر بنك تجزئة Retail في الأردن حسب ما أوردته بعض مؤسسات التصنيف الدولية في تقاريرها المختلفة وذلك لأنه البنك الأكثر تطوراً وتنوعاً في توفير الخدمات والمنتجات المصرفية للأفراد وقنوات توزيعها وخاصة الإلكترونية منها.
- البنك الأول بمعيار عدد الفروع في الأردن، حيث يبلغ عدد فروعه 97 فرعاً تغطي مختلف مناطق المملكة.
- البنك الأول بمعيار عدد أجهزة الصراف الآلي في الأردن، حيث بلغ عدد الأجهزة 167 جهازاً.
- البنك الرائد في مجال التكنولوجيا المصرفية، حيث اعتبرته بعض مؤسسات التصنيف الدولية بأنه في طليعة البنوك الأردنية في مجال التكنولوجيا المصرفية الإلكترونية المحلية Leadership in E- Banking
- يتعامل البنك مع شبكة واسعة من البنوك المراسلة والتي يبلغ عددها نـحو 450 مراسلاً موزعين على مختلف أنحاء دول العالم.
- حصل البنك على عدة تصنيفات ائتمانية من شركات تصنيف عالمية، حيث قامت مؤسسة التصنيف الدولية Capital Intelligence خلال عام 2006 برفع درجة الملاءة المالية للبنك من BBB+ إلى -A.
- وقامت شركة Moodys العالمية برفع تصنيف البنك من +D إلى -C في مجال الملاءة المالية الأمر الذي يعكس القوة الداخلية المالية للبنك وجودة بياناته المالية ضمن البيئة التشغيلية المستقرة التي يعمل بها.
- ويتمتع البنك بسمعة مالية جيدة وتميز في القيادة والإدارة، حيث حصل البنك خلال عام 2005 على جائزة النجمة الدولية/ الفئة البلاتينية من مؤسسة المبادرات الإدارية Business Initiative Directions, BID وذلك تقديراً لدوره المتميز في اتباع معايير الجودة الشاملة، وتلبية احتياجات العملاء وتوقعاتهم، والإدارة الفعالة للموارد البشرية. وكان البنك خلال عام 2005 قد حصل على جائزة النجمة الدولية/ الفئة الذهبية من نفس المؤسسة.
- فاز البنك بجائزة الملك عبد الله الثاني للتميز لعام 2000 وهي أرفع جائزة تميز على المستوى الوطني.
- فاز البنك بجائزة الجودة العربية لعام 2001
- فاز البنك بجائزة التميز في مؤتمر الأردن الإلكتروني عام 2002
- البنك الأول في الأردن والعالم العربي الذي حصل على شهادة نظام الجودة الدولية ISO.
- البنك الأول والوحيد في الأردن والعالم العربي الذي أسس أول بنك للأطفال.

## فروع البنك
ينتشر 134 فرعا للبنك في مختلف مناطق الأردن، كذلك هناك عدة فروع موجودة في عدة بلدان عربية مثل فلسطين والبحرين، كما أن هناك بنوك وشركات حليفة في اقطار أخرى كالمصرف الدولي للتجارة والتمويل وبنك الإسكان للتجارة والتمويل / الجزائر.